# A Moment Apart
A Moment Apart is het derde studioalbum van het Amerikaanse elektronische muziekduo ODESZA, uitgebracht op 8 september 2017 via Counter, Ninja Tune en het eigen label van het duo, Foreign Family Collective. Het is het eerste album van het duo in drie jaar na hun tweede album, In Return, en het eerste uitgebracht via Foreign Family Collective.
Het album werd in maart 2016 geteased via sociale media. Daarna werden in april 2017 de singles "Line of Sight" en "Late Night" uitgebracht als de lead singles. Na de aankondiging van het album in juni werden "Meridian" en "Corners of the Earth" uitgebracht als de derde en vierde singles. "Higher Ground", de vijfde single, kwam uit in juli en "Across The Room", de zesde en laatste single, kwam uit in oktober. Het album bevat bijdragen van Leon Bridges, Kelsey Bulkin, The Chamanas, Mansionair, Sasha Sloan, Regina Spektor, Naomi Wild, WYNNE en RY X.
Het album kreeg positieve recensies van critici, met lof voor de productiewaarden en compositie, en kwam binnen op #3 in de Billboard 200. Het album werd genomineerd voor Best Dance / Electronic Album, met "Line of Sight" genomineerd voor Best Dance Recording, bij de 60ste Grammy Awards.

## Achtergrond
ODESZA, zowel Harrison Mills (Catacombkid) als Clayton Knight (BeachesBeaches), brachten in september 2012 zelf hun debuutstudioalbum uit, genaamd Summer's Gone. Twee jaar later brachten ze in september 2014 hun tweede album uit, genaamd In Return. Het was hun debuutrelease op het platenlabel Ninja Tune. In tegenstelling tot Summer's Gone, gaf In Return meer de voorkeur aan vocale en lyrische inhoud dan aan sampling.
In november 2015, toen hen werd gevraagd naar hun derde album, zei Harrison Mills dat "we uiteraard In Return opnieuw kunnen maken, wat sommige mensen misschien willen en verwachten, maar dat willen wij niet. Het belangrijkste is om te beslissen wat het volgende album wel zou moeten zijn, want we hebben veel ideeën."
Het duo onthulde de productie van het toen onaangekondigde album via sociale media in maart 2016. Later dat jaar, in december, werden drie nieuwe composities gespeeld tijdens het Day for Night Festival in Houston, Texas, waarvan er één de debuutpremière was van het nummer "Late Night".